# Walter Baade
| Odkryte planetoidy: 10 | Odkryte planetoidy: 10 |
| ---------------------- | ---------------------- |
| (930) Westphalia       | 10 marca 1920          |
| (934) Thüringia        | 15 sierpnia 1920       |
| (944) Hidalgo          | 31 października 1920   |
| (966) Muschi           | 9 listopada 1921       |
| (967) Helionape        | 9 listopada 1921       |
| (1036) Ganymed         | 23 października 1924   |
| (1103) Sequoia         | 9 listopada 1928       |
| (1566) Ikar            | 27 czerwca 1949        |
| (5656) Oldfield        | 8 października 1920    |
| (7448) Pöllath         | 14 stycznia 1948       |

Wilhelm Heinrich Walter Baade (ur. 24 marca 1893 w Schröttinghausen, zm. 25 czerwca 1960 w Getyndze) – niemiecki astronom. Wyemigrował do USA w 1931 roku. W 1958 roku wrócił do Niemiec.
Zasugerował, że supernowe mogą tworzyć gwiazdy neutronowe, odkrył drugi typ cefeid (tzw. gwiazdy typu W Virginis) oraz zidentyfikował Mgławicę Krab jako pozostałość po supernowej z 1054.
Obserwując Galaktykę Andromedy, w 1944 wprowadził pojęcie populacji gwiazd. Wyróżnił dwie populacje, młode nazwał gwiazdami I populacji, stare II populacji. Ta nomenklatura szybko się przyjęła i dziś jest używana powszechnie.
Odkrył 10 planetoid, w tym centaura (944) Hidalgo, (1566) Ikara z grupy Apolla oraz (1036) Ganymeda z grupy Amora.
Od 1931 do 1958 pracował w obserwatorium Mount Wilson. Od 1953 był członkiem zagranicznym Królewskiej Holenderskiej Akademii Sztuk i Nauk.

## Nagrody i wyróżnienia
W 1954 otrzymał Złoty Medal Królewskiego Towarzystwa Astronomicznego, a w 1955 Medal Bruce. W 1958 roku American Astronomical Society przyznało mu nagrodę Henry Norris Russell Lectureship.
W uznaniu jego zasług nazwano planetoidę (1501) Baade, krater Baade na Księżycu oraz teleskop średnicy 6.5 m w Obserwatorium Las Campanas (Chile).